# Virginia Plain
Virginia Plain è un brano musicale del gruppo glam rock britannico Roxy Music, pubblicato su singolo nell'agosto 1972.

## Il brano
Scritta da Bryan Ferry, Virginia Plain fu incisa nel luglio 1972 ai Command Studios di Londra. Il lato B del 45 giri fu The Numberer (uno strumentale composto da Andy Mackay), e il singolo raggiunse la 4ª posizione nella classifica del Regno Unito. Non fu inclusa nella prima versione dell'LP di debutto della band, Roxy Music, e non era ancora stata incisa quando l'album uscì per la prima volta.
Fin da subito le vendite dell'album stavano procedendo inaspettatamente bene e subito la casa discografica chiese a Ferry se avevano pronto qualche altro brano da pubblicare come singolo.  Virginia Plain non era ancora completata e i Roxy la registrarono in tempi brevi. Il 24 agosto 1972 la band fece il proprio esordio televisivo a Top of the Pops e presentarono il brano. Fu un grande successo, si presentarono in scena e destarono scalpore con i bizzarri vestiti glam che indossavano a quel tempo, lo show fu considerato a lungo come uno dei più memorabili mai trasmessi in quel programma e fu più volte parodiato in spettacoli di sketch britannici.
Dopo aver contribuito al successo del disco in Inghilterra, la traccia venne inserita nella versione dell'album per il mercato statunitense. Nel 1977 fu ristampata su singolo, insieme a Pyjamarama, originariamente il secondo singolo dei Roxy Music, per promuovere il Greatest Hits della band, e raggiunse la posizione numero 11.
Virginia Plain, che non contiene un vero e proprio ritornello, vede la presenza del bassista Rik Kenton, unitosi al gruppo dopo che Graham Simpson era fuoriuscito dai Roxy subito dopo la pubblicazione dell'album. Il brano fu inciso nello studio di registrazione a eccezione dei contributi di Brian Eno con sintetizzatori e registratori a nastro. L'assolo di Phil Manzanera alla chitarra elettrica fu totalmente improvvisato in studio. A posteriori egli affermò di aver suonato la prima cosa che gli passò per la mente.
L'ex studente d'arte Bryan Ferry prese il titolo Virginia Plain da uno dei suoi dipinti, che mostrava un pacchetto di sigarette - "Virginia Plain" è infatti una varietà di tabacco per sigarette. Il nome "Robert E. Lee", menzionato nella canzone, si riferisce ad un avvocato dell'ambiente musicale, Robert Lee, all'epoca praticante presso lo studio Harbottle & Lewis. Baby Jane Holzer, una delle "superstar" di Andy Warhol, è nominata nei versi: «Baby Jane's in Acapulco / We are flying down to Rio» e «can't you see that Holzer mane?».

## Tracce singolo
Island Records – WIP 6144
1. Virginia Plain - 2:50
2. The Numberer - 3:30

## Formazione
- Bryan Ferry - voce, pianoforte, Mellotron, armonica a bocca (in The Numberer)
- Andrew Mackay - oboe, sassofono
- Brian Eno - sintetizzatore VCS3, trattamenti
- Paul Thompson - batteria
- Phil Manzanera - chitarra elettrica
- Rik Kenton - basso

## Riferimenti nella cultura di massa
- Nella compagnia Virgin Atlantic Airways dal 1997 al 2013 fu attivo un Boeing 747-400 chiamato Virginia Plain in onore del brano dei Roxy Music.[4]
- Nel documentario sui Sex Pistols Oscenità e furore, il chitarrista Steve Jones cita i Roxy Music come una delle sue maggiori influenze adolescenziali, compresa l'esibizione a Top of the Pops della band quando eseguì Virginia Plain. In seguito, Jones apparve nel documentario del 2009 More Than This - The Story of Roxy Music, ribadendo lo stesso concetto. Per John Lydon, cantante dei Sex Pistols, la canzone fu una rivelazione quando l'ascoltò a 15 anni e per la prima volta sentì che in futuro avrebbe dovuto dedicarsi alla musica.[1]